# Raça Tarentaise

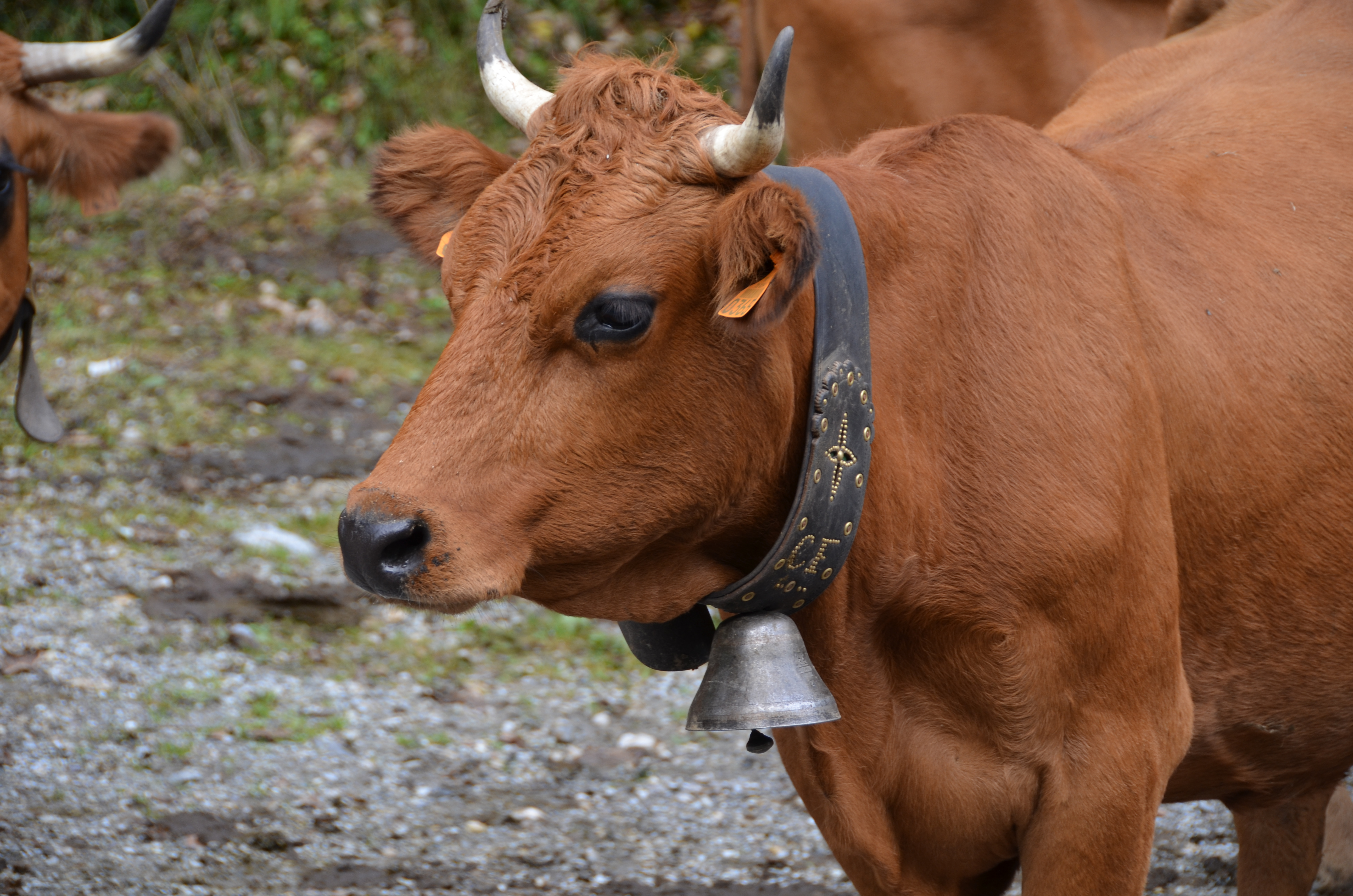
Vaca tarentaise a Bourg-Saint-Maurice, Savoia

La tarentaise, o tarine, és una raça bovina que es cria preferentment a la vall francesa de Tarentaise, a la Savoia, mentre que a l'italiana Vall d'Aosta es coneix com a Savoiarda.

## Origen
La vaca Tarentaise pertany a la branca bruna. Alguns consideren que prové de vaques africanes que van arribar a Espanya amb els àrabs i després es van estendre a França, vinculada a la raça d'Aubrac. Altres atribueixen l'origen zootècnic de la Tarentaise a un encreuament entre les dues soques Bos taurus jurassicus i Bos taurus alpinus, ambdues procedents de poblacions brunes del continent asiàtic que es van establir a través del centre d'Europa durant les migracions dels Huns. Des dels primers escrits de la nostra civilització, Plini el Vell va descobrir aquesta "raça dels Alps" i va lloar "les qualitats lleteres d'aquestes vaquetes" a la seva obra Història natural.
La selecció va començar a mitjans del segle XIX i el nom de Tarentaise va aparèixer l'any 1863. El 1865, es va distingir una raça gris a la regió de Moûtiers i una altra de color vermell marró a Beaufortain. El llibre genealògic es va obrir l'any 1888. És una de les onze races adherides a la Federació Europea de Races Bovines del Sistema Alpí (FERBA). El 1992 es va crear una federació mundial de la Tarentaise.

## Característiques
Tenen un comportament dòcil. Són de color marró vermellós uniforme en ambdós sexes. Les membranes mucoses són de color negre, i el nas i les ulleres. Les banyes, en forma de lira, són de color blanc amb punta de color negre. Les potes són de color negre, dures i adaptades per caminar per la muntanya en terrenys aspres. És una vaca de mida mitjana: alçada a la creu de 140 cm per als mascles i 130 per a les femelles, i un pes mitjà de 750 kg i 500 kg, respectivament.
La població s'estima en uns 33.000 caps, dels quals 13.000 estan registrats. Un centenar de bous estan disponibles per a la inseminació artificial. La selecció actual té com a objectiu millorar el potencial làctic i el contingut en matèria seca de la llet, tot conservant l'excepcional rusticitat.
S'ha exportat a molts països, sobretot al nord d'Àfrica on s'ha utilitzat per millorar les races locals mitjançant l'encreuament i, a la dècada de 1970, als Estats Units i el Canadà. A Amèrica, es classifica com una raça de vedella. Valora els sòls durs de les Muntanyes Rocalloses que cap altra raça ha pogut explotar adequadament.
Aquesta raça és bona per a la producció de llet i li dona un ric greix a la llet en pastures on cap raça "productiva" no podria viure a l'aire lliure. Produeix 4.800 litres en 292 dies de lactància per any. La seva llet s'utilitza per a la fabricació dels següents formatges AOC: el beaufort, la tome des Bauges, el reblochon o l'abondance i formatges IGP com l'emmental de Savoia o la tomme de Savoie.